# Cephalotaxus
Cephalotaxus, con el nombre común de cefalotaxos, es un género de coníferas que comprende 11 especies, tratada en la familia Cephalotaxaceae, o en Taxaceae cuando la familia es considerada en un más amplio sentido. Es originario del este de Asia,aunque evidencias  fósiles se atribuyen una más amplia distribución en el Hemisferio Norte en el pasado.

## Descripción
Las especies son arbustos y pequeños árboles perennifolios que  alcanzan de 1-10 m (raramente 20 m) de altura. Las hojas están dispuestas en espiral en los brotes, son sinuosas en la base y se apoya en dos filas planas (salvo el erecto brote principal), son lineales, de 4-12 cm de largo y 3-4 mm de ancho, de textura suave, con una punta roma, lo que ayuda a distinguirlos de los géneros relacionados Torreya, que tiene   las hojas con punta.
Las especies puede ser monoicas o dioicas, cuando son monoicas, el cono macho y el cono hembra están a menudo en diferentes ramas. El macho (polen) de 5-8 cm de largo, agrupados a lo lardo de la parte inferior. La hembra (semilla) son individuales o agrupados juntos en 2-15 tallos cortos; pequeños al principio, y que maduran en 18 meses a una drupa de estructura como de nuez, con la semilla de 1.5-4 cm de largo, rodeada por una cubierta carnosa, de color verde o púrpura en plena madurez. La dispersión natural se cree que es ayudada por especies de ardillas que entierran las semillas como una fuente de alimento para el invierno, las semillas que dejaron sin comer son capaces de germinar.

## Especies
De acuerdo a los estudios de marcadores moleculares, las especies del género son:
- Cephalotaxus sinensis
- Cephalotaxus fortunei
- Cephalotaxus griffithii
- Cephalotaxus hainanensis
- Cephalotaxus harringtonia
- Cephalotaxus lanceolata
- Cephalotaxus latifolia
- Cephalotaxus mannii
- Cephalotaxus oliveri
- Cephalotaxus wilsoniana

1. ↑  Hao, D.C. and Xiao, P.G. and Huang, B.L. and Ge, G.B. et Yang, L. (2008), «Interspecific relationships and origins of Taxaceae and Cephalotaxaceae revealed by partitioned Bayesian analyses of chloroplast and nuclear DNA sequences», Plant Systematics and Evolution (Springer) 276 (1): 89-104.